# نافث اللهب (فلم)
نافث اللهب (بالإنجليزية: Firebreather) هو فيلم تلفزيوني 2010 مصنوع بواسطة تحريك حاسوبي، مستند لسلسلة قصص مصورة هزلية الذي يحمل نفس الاسم، والذي عرض لأول مرة في 24 نوفمبر 2010 على كرتون نتورك. والفيلم من إخراج بيتر شونغ ومن سيناريو كريج جيمس. وكان الفيلم من إخراج بيتر شونغ من سيناريو كريج جيمس يستند إلى قصة فيل هيستر. عرض الفيلم على كرتون نتورك بالعربية يوم 22 ديسمبر 2011.

## القصة
في اليوم الأخير من الحرب بين البشر والعمالقة، امرأة اسمها مارغريت روزنبلات، تقع في حب تنين من العمالقة اسمه بيلوك، وولدت منه ابن اسمه دانكن. ستة عشرة عاما وهذا في وقت لاحق، مارغريت ودانكن يقومان بالانتقال إلى منزل جديد في الوقت الذي يستعد دنكان ليومه الأول في المدرسة الجديدة. ومع ذلك، يخشى دانكن من جلده البرتقالي وشهيته للفحم وهذا ما جعل الآخرين يعتقدون أنه مهووس وأصبح هدفا رئيسيا للمتنمرين. في المدرسة، وبدا أنه معجب بالفتاة جينا الشعبية وهذا جعله عدو تروي أدامز صديقها السابق. في حصة علم الأحياء، ويعقد صداقات مع دانكن كيني منبوذين زميل وايزابيل (التي عبر عنها دانتي باسكو Texada وتيا) والذي يحدث أن تكون fangirl Kaiju المهووس الذي يتطور على سحق دانكن بعد أن تبين لها Gomorradon، ضفدع صغير مثل Kaiju القبض عليه في عملية صنع ما يبدو خداع نفسه. في وقت متأخر من ذلك المساء، والأصدقاء وتروي اقتحام خزانة جينا وسرقة المال الذي حفظ عن العودة للوطن في المدرسة. في اليوم التالي، دانكن يجتمع مع بارنز «بليتز» (التي عبر عنها ريد دياموند)،

## الأصوات العربية
- حسان حمدان
- خالد السيد
- سعد حمدان
- روزي الخولي
- ماريا أسود
- حسن المصري
- إبراهيم ماضي
- جيهان الملا
- عماد فغالي
- ريتشارد ياني
- زينة ضاهر
- شربل أيوب
- ناجي شامل
- رالين داغر
- فؤاد شمص
- عبدو حكيم
- إيمان بيطار

## روابط خارجية
- مقالات تستعمل روابط فنية بلا صلة مع ويكي بيانات